# Aksys
Die AKsys GmbH war eine deutsche, kunststoffverarbeitende Unternehmensgruppe mit Hauptsitz in Worms. Die AKsys-Gruppe war gegliedert in die Geschäftsbereiche Akustik, Hitzeschutz und komplexe Kunststoffbauteile und war Zulieferer der weltweiten Automobil-, Hausgeräte- und Bauindustrie. Zum Produktspektrum gehörten Systeme zur Entdröhnung und Abdichtung, Schall- und Hitze-Isolierung bzw. Absorption, Motor- und Unterboden-Verkleidungen, Kunststoffstrukturbauteile sowie Innenausstattungen von Nutzfahrzeugen.
85 Prozent des Umsatzes machte die Gruppe mit Dämmsystemen für die Autoindustrie. AKsys war europäischer Marktführer in den Bereichen Entdröhnsysteme (rund 50 Prozent Marktanteil) und langfaserverstärkte Thermoplaste (rund 30 Prozent Marktanteil). Im Akustikbereich insgesamt zählte AKsys zu den fünf größten Unternehmen in Europa. 
Das Unternehmen hat im Mai 2009 einen Insolvenzantrag gestellt und wurde im Zuge dessen durch einen Asset Deal zerschlagen.

## Geschichte
AKsys entstand im Rahmen eines Management-Buy-Outs am 1. Dezember 2001 aus den beiden von den Rütgerswerken abgespaltenen Autozulieferern CWW-Gerko Akustik in Bielefeld (europäischer Marktführer bei Fahrzeug-Entdröhnungen) und RKT Kunststoffe in Peine (Spezialist für in Presstechnik hergestellte Kunststoffstrukturbauteile, Kapselungen gegen Motorenlärm und Unterbodenverkleidungen).
2002 erfolgte der Zusammenschluss mit dem in Krumbach (Schwaben) ansässigen Unternehmen Faist Automotive. Faist Automotive entstand 1999 als Sparte eines 1904 gegründeten Familienunternehmens, das ursprünglich Filzpantoffel, Bierfilze und Filzplatten herstellte, später auch Asphalt-, Teer- und Bitumenfilz für den Hochbau, und dessen 1991 rechtlich und 1996 auch kapitalmäßig ganz verselbständigte zweite Sparte Faist Anlagenbau (rund 300 Mitarbeiter, Umsatz im Geschäftsjahr 2008/2009: 40 Millionen Euro). Mehrheitsgesellschafter und einer der Geschäftsführer von Faist Anlagenbau war wie bei AKsys Michael Faist. Die Familie Faist gehörte damit zu den größten Arbeitgebern im strukturschwachen Mittelschwaben.
Beteiligt an der fusionierten AKsys waren damals neben dem Management (8 Prozent) die Familie Faist (15 Prozent) sowie die drei Finanzinvestoren Deutsche Beteiligungs AG (35 Prozent), Beteiligungsgesellschaft für die deutsche Wirtschaft (30 Prozent) und Süd Private Equity (12 Prozent). Faist Automotive allein erzielte 2001 mit 750 Mitarbeitern einen Jahresumsatz von 93 Millionen Euro. 2002, nach der Fusion mit Faist, lag der AKsys-Umsatz bei rund 360 Millionen Euro, 2006 bei 389 Millionen Euro. Am 1. Januar 2004 wurde die Gruppe zur GmbH.
Im Oktober 2008 übernahm Michael Faist die Anteile der Investoren und wurde mit rund 90 Prozent der Anteile Mehrheitsgesellschafter und Aufsichtsratsvorsitzender von AKsys. Geschäftsführer und Minderheitsgesellschafter (rund 10 Prozent der Anteile) ist Bernd Lieberoth-Leden, bis 2001 Manager bei Bosch und dann bis 2006 beim Autobauer Karmann. Mit Beginn der Wirtschaftskrise im Herbst 2008 brach der Umsatz um bis zu 40 Prozent ein. Ab Ende 2008 wurde im Rahmen eines zusammen mit Roland Berger erstellten Umstrukturierungsprogramms in einigen deutschen Werken mehrere Wochen kurzgearbeitet. Nachdem im Mai 2009 die KfW die im März von AKsys beantragte Beteiligung an einer Ausfallbürgschaft für einen Kredit aus dem Sonderprogramm 2009 trotz vorhandener mehrfacher Sicherheiten und Unterstützung der Hausbanken abgelehnt hatte und im Juni auch der eingeschaltete Lenkungsausschuss des Wirtschaftsfonds Deutschland dies ablehnte, beantragte das Unternehmen Ende Mai 2009 wegen drohender Zahlungsunfähigkeit beim Amtsgericht Worms die Eröffnung eines Insolvenzverfahrens. Das Insolvenzverfahren wurde am 1. September 2009 eröffnet. Zum Insolvenzverwalter wurde Rechtsanwalt Tobias Höfer von der Kanzlei Hack & Höfer bestellt. Zu dieser Zeit beschäftigte AKsys 2.400 Mitarbeiter, davon 1.800 in Deutschland.
Aksys wurde schließlich zerschlagen und in Einzelteilen verkauft (Asset Deal), nachdem ursprünglich ein Komplettverkauf angestrebt worden war:
- Die Sparte Entdröhnung mit den Standorten in Worms und Frankfurt am Main sowie den jeweiligen Niederlassungen in Polen, Spanien und den USA wurde Anfang April 2010 an die Faist ChemTec GmbH des früheren Mehrheitsgesellschafters Michael Faist sowie an den Finanzpartner Hannover Finanz verkauft.[6]
- Die Kunststoffsparte mit den Standorten in Peine, Köngen und Ziemetshausen wurden an verschiedene Investoren verkauft; der Standort Peine ging an die FPK S.A., einer indirekten Tochtergesellschaft der spanischen Mondragon Corporation[7], der Standort in Köngen ging an die Minda Schenk Plastic Solutions GmbH und der Standort Ziemetshausen an die Geiger Automotive GmbH.[8]
- Die Sparte Isolation mit den Standorten Krumbach und Ellzee ging an die Borgers AG.[9]
- Die Sparte Akustik mit dem Standort Bielefeld ging die Dr. Freist Automotive GmbH.[10]

Am 1. Februar 2011 erfolgte der Abschluss des Asset Deals mit dem Verkauf des brasilianischen Werkes in São José dos Pinhais an die FPK S.A., die zuvor bereits den Standort Peine übernommen hatte.

## Struktur und Kennzahlen
Die AKsys-Gruppe beschäftigte in Deutschland rund 1900 Mitarbeiter und hatte dort zuletzt zehn Standorte (Stand Juni 2009):
- Im bayerisch-schwäbischen Landkreis Günzburg liegen vier der ehemaligen Faist-Standorte mit zusammen rund 700 Mitarbeitern:
  - Ellzee: stellte Tiefzieh- und Schaumteile aus Polyurethan zur Schalldämmung in Pkw und zur Innenausstattung von Nutzfahrzeugen her (Weichschaum-Absorber, folienkaschierte Hartschaum-Verkleidungsteile, Kammerabsorber/Geräuschkapseln, Ausstattung von Lkw-Fahrerkabinen, textile Unterbodenverkleidungen, Radlaufverkleidungen); rund 250 Mitarbeiter
  - Krumbach (Schwaben): Innenverkleidungen von Nutzfahrzeugkabinen, extrudierte Entdröhnfolien, EPDM-Folien, Isoliermaterialien in Sandwich-Aufbau und anderes; rund 210 Mitarbeiter
  - Ziemetshausen (ehemaliges Nokia-Werk): Kunststoffspritzgießerei, Lackiererei, Schweißautomaten; es werden Teile gefertigt und Baugruppen montiert für Heizungen und Lüftungen, Klimaanlagen und Verkleidungen im Motor- und Fahrzeuginnenraum; rund 120 Mitarbeiter.
  - Thannhausen (AdMould GmbH): Produktkonstruktionszentrum, Konstruktion und Herstellung von Werkzeugen für Eigen- und Fremdbedarf; rund 50 Mitarbeiter
- Dillingen an der Donau: Logistik für die Zulieferung von Dämpfungsfolien an das Dillinger Geschirrspülmaschinen-Werk des Herstellers BSH
- Arnstadt-Rudisleben, bei Erfurt in Thüringen (Tochtergesellschaft AKsys Ecotex GmbH): Herstellung duroplast-gebundener Baumwollvliese, Verarbeitung durch Stanzen bzw. Verpressen zu Innenausstattungsteilen und Motorkapseln; rund 50 Mitarbeiter
- Worms, Rheinland-Pfalz: größtes Werk Europas für Dämpfungsfolien, außerdem AKsys-Hauptverwaltung, Akustikprüfzentrum und Entwicklungslabor für Entdröhnfolien; rund 260 Mitarbeiter
- Bielefeld, NRW: Hitzeschutz- und Polyurethan-Verarbeitung, Herstellung textiler Verbundwerkstoffe (Schallisolationen, textile Unterbodenverkleidungen, Radlaufverkleidungen, Hitzeschilde); rund 280 Mitarbeiter (2004 waren es noch 450). Hauptkunde ist mit rund 50 % Anteil die Volkswagen AG. Gegründet 1856 als Teerfabrik Gassel, Reckmann und Co., die später auch Teerpappe herstellte. Nach Umbenennung in Gerko erfolgte 1994 die Fusion mit den Chemiewerken Weinsheim (CWW) zu CWW-Gerko
- Köngen im Landkreis Esslingen, Baden-Württemberg (ehemaliges RKT-Werk): faserverstärkte Kunststoffformteile im Press- und Spritzgussverfahren (Reserveradmulden, Motorkapseln, Frontend-Montageträger, Unterbodenverkleidungen, Sitzkomponenten, Batterieträger, Laugenbehälter für Waschmaschinen); rund 290 Mitarbeiter.
- Peine, Niedersachsen: Kunststoffformteile in Spritzguss- und Presstechnik (Frontend-Montageträger, Reserveradmulden, Motorkapseln, Unterbodenverkleidungen); rund 160 Mitarbeiter
- Frankfurt am Main, Hessen: Dämpfungsfolien und -massen sowie Abdichtungsprodukte und Klebstoffe; rund 190 Mitarbeiter

Dazu kamen insgesamt sieben Niederlassungen mit zusammen rund 600 Mitarbeitern:
- Złotoryja (Polen): Dämpfungsfolien; rund 50 Mitarbeiter
- Terrassa (Spanien): Dämpfungsfolien, Schallisolationen, Hutablagen; rund 150 Mitarbeiter
- Zamudio (Spanien): faserverstärkte Kunststoffformteile (Frontend-Montageträger, Motorkapseln, Unterbodenverkleidungen); rund 60 Mitarbeiter
- São José dos Pinhais (Brasilien): faserverstärkte Kunststoffformteile; rund 60 Mitarbeiter
- Chachapa (Bundesstaat Puebla, Mexiko): faserverstärkte Kunststoffformteile, rund 190 Mitarbeiter
- Gastonia, North Carolina (USA): Dämpfungsfolien für Haushaltsgeräte, textile Radhausverkleidungen; rund 80 Mitarbeiter

## Mitbewerber
Wichtige Mitbewerber von AKsys sind unter anderem:
- Carcoustics, Leverkusen (D)
- Collins & Aikman, Southfield, Michigan (USA)
- HP Pelzer Group, Witten (D)
- Rieter, Winterthur (CH)
- Stankiewicz, Celle; seit 2009 Teil von IAC, Dearborn, Michigan (USA)